# En vis risiko
En vis risiko er en dansk dokumentarfilm fra 1991 med instruktion og manuskript af Jan Gruwier Larsen.

## Handling
Filmen handler om gensplejsede organismer i naturen. Anvendelse af gensplejsede organismer i fabrikker og i den fri natur indebærer en vis risiko for mennesker og miljø. Muligvis ikke ret stor, men den er der. I filmen orienteres om teknologiens aktuelle niveau og de risici, der må tages stilling til.